# Национални археолошки музеј у Фиренци
Национални археолошки музеј у Фиренци (итал. Museo archeologico nazionale di Firenze) је државни италијански археолошки музеј у Фиренци. Налази се на Тргу Сантисима Анунцијата (итал. piazza Santissima Annunziata), у Палати Крочета (итал. Palazzo della Crocetta) из 1620.
У музеју се чувају бројни експонати древних цивилизација: Етрураца, Римљана, Египта и Грчке.

## Историја музејских збирки
Првобитна колекција музеја формирана је од збирки породица Медичи и Лорена, као и од неких предмета из галерије Уфици.
Египатска колекција је настала у првој половини 18. века од колекција Пјетра Леополда од Тоскане и од налаза експедиције 1828–29. коју је он подржао. Египатска колекција је друга по величини у Италији, после Египатског музеја у Торину.
Године 1887. додат је музеј етрурске цивилизације, којег су уништиле поплаве 1966. Овај део музеја је обновљен и поново отворен 2006.

## Галерија
- Саркофаг жене из времена египатског Новог краљевства
- „Аполино Милани”, старогрчка скулптура из 520-510. године п. н. е.
- „Франсоа-ваза”, старогрчка ваза из 570-565. године п. н. е.
- „Химера из Ареца”, етрурска бронзана статуа, из око 400. године п. н. е.
- „Саркофаг Летиције Сејанти”, етрурска полихромна теракота из 150-130, године п. н. е.
- „Идолино из Пезара”, бронзана римска статуа из око 30. године п. н. е.